# Parznice (gromada)
Parznice – dawna gromada, czyli najmniejsza jednostka podziału terytorialnego Polskiej Rzeczypospolitej Ludowej w latach 1954–1972.
Gromady, z gromadzkimi radami narodowymi (GRN) jako organami władzy najniższego stopnia na wsi, funkcjonowały od reformy reorganizującej administrację wiejską przeprowadzonej jesienią 1954 do momentu ich zniesienia z dniem 1 stycznia 1973, tym samym wypierając organizację gminną w latach 1954–1972.
Gromadę Parznice siedzibą GRN w Parznicach utworzono – jako jedną z 8759 gromad na obszarze Polski – w powiecie radomskim w woj. kieleckim, na mocy uchwały nr 13i/54 WRN w Kielcach z dnia 29 września 1954. W skład jednostki weszły obszary dotychczasowych gromad Parznice, Romanów  i Maliszów ze zniesionej gminy Gębarzew w tymże powiecie. Dla gromady ustalono 11 członków gromadzkiej rady narodowej.
31 grudnia 1959 do gromady Parznice przyłączono obszar zniesionej gromady Mazowszany.
31 grudnia 1961 z gromady Parznice wyłączono wieś Kotarwice włączając ją do gromady Kowala.
Gromada przetrwała do końca 1972 roku, czyli do kolejnej reformy gminnej.